# Hideaki Anno
Hideaki Anno (庵 野 秀 明, Anno Hideaki; n. 22 mai 1960, Ube, Japonia) este un artist, animator și creator de anime japonez, regizor, scenarist, actor, producător, designer și om de afaceri. El este cunoscut mai ales pentru crearea popularului serial anime Neon Genesis Evangelion, precum și pentru filmul de final teatral The End of Evangelion ("Sfârșitul Evangelionului"). Stilul său a devenit definit prin încorporarea postmodernismului și portretizarea extinsă a gândurilor și emoțiilor personajelor, adesea prin scene neconvenționale care prezintă deconstrucția mentală a acelor personaje.